# Ripacubana
Ripacubana es un género de foraminífero bentónico de la subfamilia Rhapydionininae, de la familia Rhapydioninidae, de la superfamilia Alveolinoidea, del suborden Miliolina y del orden Miliolida. Su especie tipo es Conulina conica. Su rango cronoestratigráfico abarca el Cretácico.

## Clasificación
Ripacubana incluye a la siguiente especie:
- Ripacubana conica †